# غورد ستافورد
غورد ستافورد هو لاعب هوكي الجليد كندي، ولد في 10 أكتوبر 1960 في بانف في كندا.

## وصلات خارجية
- غورد ستافورد على موقع EliteProspects.com (الإنجليزية)
- غورد ستافورد على موقع HockeyDB.com (الإنجليزية)